# 흰뺨거미원숭이
흰뺨거미원숭이(Ateles marginatus)는 신세계원숭이에 속하는 거미원숭이의 일종이다. 브라질의 고유종이다. 두 마리에서 네 마리 정도의 작은 무리를 지어 숲 속을 돌아다니며, 수십 마리로 이루어진 큰 무리의 일부이기도 한다. 흰뺨거미원숭이는 잎과 꽃, 과일, 나무껍질, 꿀, 작은 곤충 등을 먹고 살며, 숲 속 나무의 씨앗을 퍼뜨리는 중요한 수단이다. 암컷은 230일의 임신 기간 후에 새끼를 낳는다. 콩 생산과 삼림 벌채, 도로 건설로 인해 숲 서식지가 사라지면서 이 원숭이의 개체 수는 감소하고 있다. 또한, 별미로 여겨져 식용으로 사냥되기도 한다. 이러한 이유로 국제자연보전연맹(IUCN)은 흰뺨거미원숭이의 보전 상태를 "절멸위기종"으로 평가했다.

## 분포
흰뺨거미원숭이는 브라질 아마존에서 흔히 발견된다. 발견 가능성이 가장 높은 지역은 타파조스강(오른쪽 강둑)과 그 지류인 텔레스 피레스강/상마누에우강(오른쪽 강둑)과 싱구강(왼쪽 강둑), 아마존강 남쪽이다. 흰뺨거미원숭이 영역의 일부는 타파조스 국유림(545,000 헥타르), 싱구 국유림(252,790 헥타르), 알타미라 국유림(689,012 헥타르), 이타이투바 I 국유림(220,034 헥타르), 이타이투바 II 국유림(440,500 헥타르) 등의 국유림 내에도 있다.

## 생태
흰뺨거미원숭이는 먹이를 먹거나 휴식을 취할 때 2~4마리씩 작은 무리를 지어 이동하는 것이 일반적이다. 4~5살쯤 되면 성적으로 성숙하여 226~232일의 임신 기간 후에 한 마리의 새끼를 낳는다. 야생에서는 출산 간격이 최대 28~30개월까지 지속될 수 있다.
흰뺨거미원숭이의 먹이는 과일과 잎, 꽃, 기근, 나무껍질, 썩은 나무, 꿀, 그리고 흰개미와 애벌레 같은 작은 곤충까지 다양하다. 서식지에 미치는 매우 중요한 영향 중 하나는 영역 전체에 걸쳐 다양한 식물 종의 씨앗을 퍼뜨리는 것이다. 최대 138종의 과일 씨앗을 이동시키는 역할을 하는 것으로 추정된다.

## 보전 상태
흰뺨거미원숭이는 검은색과 갈색, 흰색 등 다양한 색깔을 가지고 있다. 흰뺨거미원숭이의 서식지는 열대우림 상층부에 있다. 흰뺨거미원숭이는 2008년 조사 결과 3세대에 걸쳐 개체 수가 50% 감소한 것으로 나타나 멸종위기종 목록에 올랐다. 이러한 감소는 서식지 감소와 사냥 때문일 수 있다. 이러한 추세는 대두 농업의 확대로 인해 계속될 것으로 예상된다. 또한 주요 고속도로 건설과 광범위한 삼림 벌채로 인해 서식지의 일부가 파괴되었다.
브라질의 일부 원주민들은 거미원숭이를 별미로 여기는데, 여기에 낮은 번식률이 더해지면 개체 수가 급격히 감소할 가능성이 높다. 거미원숭이는 보통 20~30마리씩 무리를 지어 살지만, 모두 함께 있는 모습은 보기 드물다.